# 317P/WISE
317P/WISE è una cometa periodica appartenente alla famiglia delle comete gioviane.
Ritenuta al momento della scoperta un asteroide è stato identificata come una cometa già prima dell'annuncio ufficiale della scoperta.